# 蘇萬聰
蘇萬聰（英語：So Man Chung，1972年2月4日—），香港電視劇集監製，曾任香港無綫電視監製以及香港電視網絡總導演。現於中國大陸發展。

## 簡歷
蘇萬聰曾執導電影多個重要劇目包括多個台慶重點劇，當中有在1999年執導跨越千禧世紀，香港當時耗資最大的電視劇《創世紀》、與中央台合拍慶祝香港回歸十週年的大型重頭劇《歲月風雲》（2007）、及後在2009年有在沙巴取景的《富貴門》。
蘇萬聰亦曾多次參與出埠拍攝，劇目包括跨越太平洋的遊輪愛情劇《十萬噸情緣》（2001）及遠赴非洲有關無國界醫生的《天涯俠醫》（2004），更執導香港首次開拍有關航空業的 《衝上雲霄》（2003）。後於2011年執導時裝警匪劇《潛行狙擊》，此劇當時在第十五屆香港國際影視展被無綫電視推介的六部重頭劇集之一，更在該年的《萬千星輝頒獎禮》中奪得最佳劇集，最佳男配角等獎項。
2011年，蘇萬聰離開無綫後來在跳槽到港視（HKTV），並製作警匪劇 《警界線》及校園劇《四年B班》。其中大幅加入電影元素的《警界線》在網路上首播第一集後引起極大迴響，在香港的網路突破近一百五十萬點擊，創造了電視劇點擊率新記錄。港視不獲發免費電視牌照後轉往中國大陸發展，執導《長夢留痕》及《結婚為什麼》，並邀得吳卓羲任男主角。
2015年，蘇萬聰選擇返回無綫電視，並後於2016年升任監製，首部監製的劇集是《使徒行者2》。2019年完成製作《使徒行者3》後再無製作新劇集，後於2021年再度離開。期間蘇萬聰所監製的劇集均為無綫電視與企鵝影視聯合製作。再度離開無綫電視後重返中國大陸發展，執導《宿命之敵》、《利劍玫瑰》等劇集。
在任監製時期，常用主演演員有蔣祖曼（5部）；袁偉豪、許紹雄、洪永城、謝東閔（3部）；苗僑偉、馬國明、黃翠如、蔡思貝、連詩雅、楊潮凱、林偉（2部）。

## 作品列表

### 電視劇
| 年份       | 片名                                                       | 職銜           | 備註         |
| 1991       | 卡拉屋企                                                   | 助理編導、編導 | 無線電視     |
| 1993       | 老襯喜相逢                                                 | 助理編導、編導 | 無線電視     |
| 1995       | 刑事偵緝檔案                                               | 助理編導、編導 | 無線電視     |
| 1995－1996 | 刑事偵緝檔案II                                             | 助理編導、編導 | 無線電視     |
| 1997       | 刑事偵緝檔案III、美味天王                                  | 助理編導、編導 | 無線電視     |
| 1998       | 師奶強人、難兄難弟之神探李奇                               | 助理編導、編導 | 無線電視     |
| 1999       | 雪山飛狐、刑事偵緝檔案IV                                   | 助理編導、編導 | 無線電視     |
| 2000       | 創世紀2之天地有情、碧血劍                                  | 助理編導、編導 | 無線電視     |
| 2001       | 婚前昏後、勇探實錄                                         | 助理編導、編導 | 無線電視     |
| 2002       | 法網伊人、再生緣、流金歲月                                 | 助理編導、編導 | 無線電視     |
| 2003       | 十萬噸情緣、衝上雲霄                                       | 助理編導、編導 | 無線電視     |
| 2004       | 天涯俠醫                                                   | 助理編導、編導 | 無線電視     |
| 2005       | 老婆大人、酒店風雲                                         | 助理編導、編導 | 無線電視     |
| 2006       | 施公奇案、女人唔易做、心慌·心郁·逐個捉、男人之苦、東方之珠 | 助理編導、編導 | 無線電視     |
| 2007       | 歲月風雲                                                   | 助理編導、編導 | 無線電視     |
| 2008       | 野蠻奶奶大戰戈師奶、銀樓金粉、東山飄雨西關晴               | 助理編導、編導 | 無線電視     |
| 2009       | 富貴門                                                     | 助理編導、編導 | 無線電視     |
| 2010       | 女王辦公室、搜下留情、施公奇案II、女人最痛                 | 助理編導、編導 | 無線電視     |
| 2010－2011 | 依家有喜                                                   | 助理編導、編導 | 無線電視     |
| 2011       | 洪武三十二、潛行狙擊                                       | 助理編導、編導 | 無線電視     |
| 2012       | 東西宮略                                                   | 助理編導、編導 | 無線電視     |
| 2013       | 警界線                                                     | 總導演         | 香港電視網絡 |
| 2015       | 四年B班                                                    | 總導演         | 香港電視網絡 |
| 2015       | 長夢留痕、結婚為什麼                                       | 執導           | 中國大陸     |
| 2017       | 使徒行者2                                                  | 監製、編導     | 無綫電視     |
| 2019       | 鐵探                                                       | 監製、編導     |              |
| 2020       | 使徒行者3（與蘇嘉敏合監）                                  | 監製、編導     |              |
| 2021       | 宿命之敵                                                   | 執導           | 中國大陸     |
| 2023       | 利劍玫瑰                                                   | 執導           | 中國大陸     |
| 2025       | 刍狗之血                                                   | 執導           | 中國大陸     |

### 電影
| 上映日期 | 劇名       | 製作地   | 合作演員 | 出品方                                                       | 職銜 |
| 筹拍中   | 女花游队员 | 中国大陆 | 张倩僮、邓蔼桃、杜卡妮、武若茗、赵婉瑜、徐书元、章孙游侑、彭友馨、裴佳欣、张译、颜丙燕、董子健、赵丽颖、李昊泽、周也、王志飞、于和伟、雷佳音、郑晓宁、丁柳元、丁勇岱、李乃文、马少骅、吴越、杨蓉、李庚希、刘奕君、王仁君、谭凯、汤镇业、黄丽梅、刘锡贤 | 中央电视台、广州市广播电视台、中央新闻纪录电影制片厂（集团） | 导演 |

## 外部連結
- 蘇萬聰MCSo的新浪微博
- 蘇萬聰在豆瓣上的资料（简体中文）
- 蘇萬聰在时光网上的簡介（简体中文）